# Пигин, Александр Валерьевич
Алекса́ндр Вале́рьевич Пи́гин (род. 6 июня 1962, Петрозаводск) — российский литературовед. Доктор филологических наук, профессор. Заслуженный деятель науки Республики Карелия.

## Биография
В 1984 году окончил историко-филологический факультет Петрозаводского государственного университета, отделение «Русский язык и литература».
В 1984—1986 годы — учитель русского языка и литературы в школе № 14 г. Петрозаводска.
В 1989—1992 годы — ассистент, старший преподаватель кафедры литературы Карельского государственного педагогического института.
В 1990 году окончил очную аспирантуру при кафедре русской литературы ЛГПИ имени А. И. Герцена и под научным руководством академика А. М. Панченко защитил диссертацию на соискание учёной степени кандидата филологических наук по теме «Демократическая повесть XVII в. (Повесть о Соломонии)» (Специальность 10.01.01. — русская литература). Официальные оппоненты — доктор филологических наук, профессор А. С. Дёмин, кандидат филологических наук О. А. Белоброва. Ведущая организация — Тартуский государственный университет.
С 1992 года — доцент, а с 2000 года — профессор кафедры русской литературы и журналистики Петрозаводского государственного университета. Одновременно — профессор и с 2003 года заведующий кафедрой литературы Карельской государственной педагогической академии (в 2013 году включена в состав ПетрГУ).
В 1999 году в Институте русской литературы (Пушкинский Дом) РАН защитил диссертацию на соискание учёной степени доктора филологических наук по теме «Демонологические сказания в русской рукописной книжности XIV—XX вв.» (Специальность 10.01.01. — русская литература). Официальные оппоненты — доктор филологических наук Е. В. Душечкина, доктор филологических наук Е. А. Костюхин, доктор филологических наук А. Н. Власов. Ведущая организация Псковский государственный педагогический институт.
С 2014 года работает в Отделе древнерусской литературы Пушкинского Дома.
Автор статей в сборниках «Труды Отдела древнерусской литературы», «Книжные центры Древней Руси», «Словарь книжников и книжности Древней Руси», журналах «Русская литература», «Живая старина», «Вестник церковной истории», «Вестник Российского гуманитарного научного фонда».
Исследовал «Повесть душеполезну старца Никодима Соловецкого монастыря о некоем иноке»

## Научные труды
- Из истории русской демонологии XVII века. Повесть о бесноватой жене Соломонии: Исследование и тексты / Отв. редактор Н. В. Понырко. — СПб.: Дмитрий Буланин, 1998. — 267 с.
- Повесть душеполезна старца Никодима Соловецкого монастыря о некоем иноке / Подготовка текстов и исследование А. В. Пигина. Отв. редактор Н. В. Понырко. — СПб.: Дмитрий Буланин, 2003. — 259 с.
- Видения потустороннего мира в русской рукописной книжности / Науч. ред. Е. М. Юхименко. — СПб.: Дмитрий Буланин, 2006. — 430 с.
- Жития святых Олонецкого края. Методические указания для студентов филологического факультета по курсу «Древнерусская книжность и духовная культура». — Петрозаводск, 2009. — 36 с.
- Памятники рукописной книжности Олонецкого края: учебное пособие. — Петрозаводск, 2010.
- Памятники книжной старины Русского Севера: коллекции рукописей XV—XX веков в государственных хранилищах Республики Карелия / Сост., отв. ред. и автор предисл. А. В. Пигин. — СПб.: «Дмитрий Буланин», 2010. — 608 с.
- Новый Олонецкий патерик / Сост., отв. ред. и автор предисл. А. В. Пигин. СПб.: «Дмитрий Буланин», 2013. — 584 с. (В соавторстве с В. Г. Бадановым, М. Г. Бабалык, Е. В. Вознесенской и др.)
- Тихон Васильевич Баландин. «Петрозаводские северные вечерние беседы» и другие сочинения и письма / Сост. и ответств. редактор А. В. Пигин. СПб.: «Дмитрий Буланин», 2016. — 384 с. (В соавторстве с А. М. Пашковым (предисловие, комментарии к текстам), М. Г. Бабалык (подготовка текстов к изданию), Е. Д. Гришкевич (подготовка текстов к изданию, комментарии к текстам).)
- Святой преподобный Диодор Юрьегорский и созданный им монастырь / Научный редактор А. В. Пигин. СПб.: «Дмитрий Буланин», 2017. — 528 с. (в соавторстве с А. В. Алексеевым, Ю. Н. Кожевниковой, О. В. Панченко, иереем Олегом Червяковым, Н. В. Червяковой, Е. М. Юхименко).
- Синтаксический словарь русской поэзии XVIII века. — Т. 2: Ломоносов. Авторы-составители: Н. В. Патроева, А. М. Дундукова, И. Н. Дьячкова, А. А. Лебедев, Е. А. Мухина, А. В. Пигин, А. В. Приображенский, А. В. Рожкова, О. В. Семенова, Н. — С. Шубина / Под редакцией Н. В. Патроевой. — СПб.: «Дмитрий Буланин», 2018. — 608 с.

Православная энциклопедия
- Василий Сольвычегодский // Православная энциклопедия. — М., 2004. — Т. VII : Варшавская епархия — Веротерпимость. — С. 218. — 752 с. — 39 000 экз. — ISBN 5-89572-010-2.
- Вассиан Строкинский // Православная энциклопедия. — М., 2004. — Т. VII : Варшавская епархия — Веротерпимость. — С. 266-267. — 752 с. — 39 000 экз. — ISBN 5-89572-010-2. (соавтор: Романенко Е. В.)
- Елисей Сумский // Православная энциклопедия. — М., 2008. — Т. XVIII : Египет древний — Эфес. — С. 408-410. — 752 с. — 39 000 экз. — ISBN 978-5-89572-032-5. (соавтор: Кольцова Т. М.)
- Зосима Ворбозомский // Православная энциклопедия. — М., 2009. — Т. XX : Зверин в честь Покрова Пресвятой Богородицы женский монастырь — Иверия. — С. 342-344. — 752 с. — 39 000 экз. — ISBN 978-5-89572-036-3. (соавтор: Романова А. А.)
- Илии пророка Водлозерская пустынь // Православная энциклопедия. — М., 2009. — Т. XXII : Икона — Иннокентий. — С. 215-216. — 752 с. — 39 000 экз. — ISBN 978-5-89572-040-0.
- Иоанн Власатый Каргопольский // Православная энциклопедия. — М., 2010. — Т. XXIII : Иннокентий — Иоанн Влах. — С. 243. — 752 с. — 39 000 экз. — ISBN 978-5-89572-042-4.
- Иоанн Самсонович // Православная энциклопедия. — М., 2010. — Т. XXIV : Иоанн Воин — Иоанна Богослова Откровение. — С. 604-605. — 752 с. — 39 000 экз. — ISBN 978-5-89572-044-8.
- Иона Клименецкий // Православная энциклопедия. — М., 2011. — Т. XXV : Иоанна деяния — Иосиф Шумлянский. — С. 424-426. — 752 с. — 39 000 экз. — ISBN 978-5-89572-046-2. (соавтор: Кожевникова Ю. Н.)
- Киприан Стороженский // Православная энциклопедия. — М., 2013. — Т. XXXIII : Киево-Печерская лавра — Кипрская икона Божией Матери. — С. 652—653. — 752 с. — 33 000 экз. — ISBN 978-5-89572-037-0.
- Кирилл Челмогорский // Православная энциклопедия. — М., 2014. — Т. XXXIV : Кипрская православная церковь — Кирион, Вассиан, Агафон и Моисей. — С. 342—346. — 752 с. — 33 000 экз. — ISBN 978-5-89572-039-4.
- Кириллов Челмогорский в честь Богоявления и Успения Пресвятой Богородицы мужской монастырь // Православная энциклопедия. — М., 2014. — Т. XXXIV : Кипрская православная церковь — Кирион, Вассиан, Агафон и Моисей. — С. 680—682. — 752 с. — 33 000 экз. — ISBN 978-5-89572-039-4. (в соавторстве с Ю. Н. Кожевниковой)
- Корнилий Олонецкий (Палеостровский) // Православная энциклопедия. — М., 2015. — Т. XXXVIII : Коринф — Крискентия. — С. 88—90. — 752 с. — 33 000 экз. — ISBN 978-5-89572-029-5.
- Лазарь Мурманский (Муромский) // Православная энциклопедия. — М., 2015. — Т. XXXIX : Крисп — Лангадасская, Литийская и Рентинская митрополия. — С. 665—668. — 752 с. — 33 000 экз. — ISBN 978-5-89572-033-2.
- Макарий (Сокорин) Высокоезерский // Православная энциклопедия. — М., 2016. — Т. XLII : Львовский собор — Максим, блаженный, Московский. — С. 466. — 752 с. — 30 000 экз. — ISBN 978-5-89572-047-9.
- Михаил, блаженный Сольвычегодский, Христа ради юродивый // Православная энциклопедия. — М., 2017. — Т. XLV : Мерри Дель Валь — Михаил Парехели. — С. 608—609. — 752 с. — 39 000 экз. — ISBN 978-5-89572-052-3.
- Никифор и Геннадий Важеозерские // Православная энциклопедия. — М., 2018. — Т. XLIX : Непеин — Никодим. — С. 660-663. — 752 с. — 39 000 экз. — ISBN 978-5-89572-056-1.
- Никодим (Кононов) // Православная энциклопедия. — М., 2018. — Т. XLIX : Непеин — Никодим. — С. 716-717. — 752 с. — 39 000 экз. — ISBN 978-5-89572-056-1. (раздел: агиологические труды)
- Пахомий Кенский // Православная энциклопедия. — М., 2019. — Т. LV : Пасхальные споры — Петр Дамаскин. — С. 122-125. — 752 с. — 39 000 экз. — ISBN 978-5-89572-062-2.

Карелия
- Кирилл Челмогорский // Карелия: энциклопедия. — Петрозаводск, 2009. — Т. 2. — С. 58—59.
- Книги старопечатные // Карелия: энциклопедия. — Петрозаводск, 2009. — Т. 2. — С. 65
- Книжная культура Выголексинского общежительства // Карелия: энциклопедия. Петрозаводск, 2009. Т. 2. — С. 66—67
- Книжность рукописная // Карелия: энциклопедия. — Петрозаводск, 2009. — Т. 2. — С. 67—68
- Корнилий Палеостровский // Карелия: энциклопедия. — Петрозаводск, 2009. — Т. 2. — С. 97
- Пахомий Кенский // Карелия: энциклопедия. — Петрозаводск, 2009. — Т. 2. — С. 351
- Соловецкое восстание 1668—1676 гг. // Карелия: энциклопедия. — Петрозаводск, 2011. — Т. 3: Р—Я. — С. 115
- Старообрядческая культура // Карелия: энциклопедия. — Петрозаводск, 2011. — Т. 3: Р—Я. — С. 136—137

Словарь книжников и книжности Древней Руси
- Иаков // Словарь книжников и книжности Древней Руси. СПб., 1993. Вып. 3 (XVII в.), ч. 2: И-О. С. 3-7.
- Фацеции // Словарь книжников и книжности Древней Руси. — СПб., 2004. — Вып. 3 (XVII в.), ч. 4: Т—Я. Дополнения. — С. 76-80
- Повесть о основании Лебяжьей пустыни // Словарь книжников и книжности Древней Руси. — СПб., 2004. — Вып. 3 (XVII в.), ч. 4: Т—Я. Дополнения. — С. 523—524
- «Против человека, всечестнаго Божия творения, завистное суждение и злое поведение проклятаго демона» // Словарь книжников и книжности Древней Руси. — СПб., 2004. — Вып. 3 (XVII в.), ч. 4: Т—Я. Дополнения. — С. 546—548. (в соавторстве с С. И. Николаевым)
- Сказание о иконе Макария Желтоводского в Хергозерском монастыре // Словарь книжников и книжности Древней Руси. — СПб., 2004. — Вып. 3 (XVII в.), ч. 4: Т—Я. Дополнения. — С. 603—605
- Сказание о иконе Николая Чудотворца, Варвары Великомученицы и Параскевы Пятницы // Словарь книжников и книжности Древней Руси. — СПб., 2004. — Вып. 3 (XVII в.), ч. 4: Т—Я. Дополнения. — С. 605—608

Русские фольклористы
- Карп Андреевич Докучаев-Басков // Русские фольклористы: биобиблиографический словарь. Пробный выпуск / Отв. ред. Т. Г. Иванова и А. Л. Топорков. — М., 2010. — С. 158—159.

Поморская энциклопедия
- Житие Александра Ошевенского // Поморская энциклопедия. — Архангельск, 2012. — Т. 4: Культура Архангельского Севера. — С. 188
- Житие Диодора Юрьегорского // Поморская энциклопедия. — Архангельск, 2012. — Т. 4: Культура Архангельского Севера. — С. 189
- Житие Кирилла Челмогорского // Поморская энциклопедия. — Архангельск, 2012. — Т. 4: Культура Архангельского Севера. — С. 190
- Житие Никодима Кожеозерского // Поморская энциклопедия. — Архангельск, 2012. — Т. 4: Культура Архангельского Севера. — С. 190
- Житие Серапиона Кожеозерского // Поморская энциклопедия. — Архангельск, 2012. — Т. 4: Культура Архангельского Севера. — С. 190
- «Извещение вкратце о преподобнем отце нашем Пахомии Кенском, каргопольском чудотворце, в кая лета бе» // Поморская энциклопедия. — Архангельск, 2012. — Т. 4: Культура Архангельского Севера. — С. 207—208
- «Повесть о начале Лебяжьей пустыни, что в Каргопольском уезде промежду волостьми Лекшморетской и Тихменской близ Лебяжья озерка на большой почтовой дороге» // Поморская энциклопедия. — Архангельск, 2012. — Т. 4: Культура Архангельского Севера. — С. 419
- «Повесть о явлении чудотворныя иконы иже во святых отца нашего Николая архиепископа Мир Ликийских чудотворца, и святыя великомученицы Варвары, и святыя мученицы Параскевы, нареченныя Пятницы» // Поморская энциклопедия. — Архангельск, 2012. — Т. 4: Культура Архангельского Севера. — С. 419
- «Сказание о достославном и новоявленном от чудотворнаго Пресвятыя и Преблагословенныя Владычицы нашея Богородицы и Приснодевы Марии образа, именуемаго Казанския, видении, яже во граде Каргополе неизреченным своим милосердием показася многоименитому народу» // Поморская энциклопедия. — Архангельск, 2012. — Т. 4: Культура Архангельского Севера. — С. 491 (статья, 0,05 п.л.);
- «Сказание о преславных чудесех чудотворнаго образа преподобнаго и богоноснаго отца нашего Макария Желтоводского и Унженского чудотворца, в Каргопольских пределех, в Хергозерской пустыни обретающагося» // Поморская энциклопедия. — Архангельск, 2012. — Т. 4: Культура Архангельского Севера. — С. 492
- «Сказание о явлении и чудесах Евфимия Архангелогородского» // Поморская энциклопедия. — Архангельск, 2012. — Т. 4: Культура Архангельского Севера. — С. 492
- «Чудеса о иконе Успения Божией Матери в Архангельске» // Поморская энциклопедия. — Архангельск, 2012. — Т. 4: Культура Архангельского Севера. — С. 585
- «Чудо преподобнаго отца Александра, игумена Ошевенскаго, Каргопольскаго чудотворца, как избави мужа некоего именем Евтропия от лютаго бесовскаго томления» // Поморская энциклопедия. — Архангельск, 2012. — Т. 4: Культура Архангельского Севера. — С. 585

- О некоторых особенностях поэтики рассказа натуральной школы // Жанр и композиция литературного произведения. — Петрозаводск, 1988. Межвузовский сборник статей. — С. 45—52
- Повесть А. М. Ремизова «Соломония» и её древнерусский источник // Русская литература. 1989. — № 2. — С. 114—118.
- Повесть о Соломонии // Древлехранилище Пушкинского Дома: Материалы и исследования. — Л., 1990. — С. 147—165.
- Бесноватые, «обмершие» и «обоюдные» (к истолкованию образа Соломонии бесноватой) // Устные и письменные традиции в духовной культуре народа. — Сыктывкар, 1990. — Ч. 2. — С. 72—73
- Иаков // Труды Отдела древнерусской литературы. Л., 1990. — Т. 44. — С. 106—107
- Роман Ф. М. Достоевского «Бесы» и видения рая и ада // Современные проблемы метода, жанра и поэтики русской литературы. — Петрозаводск, 1991. Межвузовский сборник статей. — С. 132—139.
- Бесноватость и мифологические представления о смерти (на древнерусском материале) // Семиотика культуры: III Всесоюзная летняя школа-семинар. Сыктывкар, 1991. — С. 36—38
- Бесоодержимость и мифологические представления о смерти (на древнерусском материале) // Проблемы изучения традиционной культуры Севера (к 500-летию г. Сольвычегодска). — Сыктывкар, 1992. — С. 106—114.
- Жанр «обмирания» в северно-русской традиции (Видение девицы Пелагеи) // Сольвычегодск в истории русской культуры. — Сольвычегодск; Сыктывкар, 1992. — С. 37—39 (тезисы, 0,1 п.л.).
- Миф и легенда в творчестве Н. С. Лескова (рассказ «Белый орел») // Проблемы исторической поэтики. — Петрозаводск, 1992. Вып. 2. — С. 128—136.
- Древнерусские «чудеса» об исцелении бесноватых и народная сказка // Литература и фольклорная традиция. Волгоград, 1993. — С. 5—7
- Житие Зосимы и Савватия Соловецких (вступительная статья, перевод и публикация) // Север. 1993. — № 12. — С. 133—146.
- Народная мифология в севернорусских житиях // Труды Отдела древнерусской литературы. СПб., 1993. Т. 48. — С. 331—334.
- Рукописные и старопечатные книги Государственной публичной библиотеки Карелии // Труды Отдела древнерусской литературы. — СПб., 1993. — Т. 48. — С. 391—395.
- К изучению народных легенд об «обмирании» (Видение девицы Пелагеи) // Фольклористика Карелии. — Петрозаводск, 1993. — С. 48—68. (в соавторстве с И. М. Грицевской)
- «Евангельский текст в русской литературе XVIII—XX веков: цитата, реминисценция, мотив, сюжет, жанр». 7-12 июня 1993 г., Петрозаводск // De visu. 1993. — № 9 (10). — С. 90—91
- Древнерусские рукописи в Национальной библиотеке Карелии // Сергий Радонежский и современность. Материалы научной конференции, посвященной 600-летию со дня преставления Сергия Радонежского. — Петрозаводск, 1994. — С. 79—83
- Житие Саввы Сторожевского — памятник русской агиографии XVI в. // Сергий Радонежский и современность. Материалы научной конференции, посвященной 600-летию со дня преставления Сергия Радонежского. — Петрозаводск, 1994. — С. 18—24
- К вопросу о древнерусских источниках романа Ф. М. Достоевского «Братья Карамазовы» // Новые аспекты в изучении Достоевского. — Петрозаводск, 1994. — С. 193—198
- Жанр видения в старообрядческой рукописной традиции XVII—XX вв. // Выговская поморская пустынь и ее значение в истории русской культуры. Тезисы докладов Международной научной конференции. — Петрозаводск, 1994. — С. 68—71
- Эсхатологические мотивы в русской народной прозе // Фольклористика Карелии. — Петрозаводск, 1995. — С. 52-79 (соавтор: Разумова И. А.)
- Pustozersk ja Uiku — kaksi vaihetta vanhauskoisuuden kehityksessa // Verso. 1996. — № 1. — С. 20-23 (соавтор: А. М. Пашков; на финском языке).
- Сюжет о «кающемся» бесе в древнерусской литературе // Проблемы поэтики языка и литературы. Материалы межвузовской научной конференции 22—24 мая 1996 года. — Петрозаводск, 1996. — С. 105—108
- Каргопольские экспедиции Петрозаводского университета // Живая старина. 1997. — № 4. — С. 43-45.
- Древнерусские рукописи в государственных хранилищах Петрозаводска (предварительная характеристика) // Международная научная конференция по проблемам изучения, сохранения и актуализации народной культуры Русского Севера «Рябининские чтения-95». Сборник докладов. — Петрозаводск, 1997. — С. 147—151.
- Видения потустороннего мира в рукописной традиции XVIII—XX вв. // Труды Отдела древнерусской литературы. — СПб., 1997. Т. 50. — С. 551—557.
- «Повесть душеполезна Никодима типикариса Соловецкого о некоем брате» // Словарь книжников и книжности Древней Руси. — СПб., 1998. Вып 3, ч. 3. — С. 51—52. (в соавторстве с О. А. Белобровой).
- Жанр «обмирания» и научное наследие Г. — С. Виноградова // Народная культура Русского Севера: Живая традиция. Материалы научно-практической конференции. — Архангельск, 1998. — С. 37—39
- Древнерусская легенда о «кающемся» бесе (к проблеме апокатастасиса) // Евангельский текст в русской литературе XVIII—XX вв.: цитата, реминисценция, мотив, сюжет, жанр. — Петрозаводск, 1998. Вып 2. — С. 122—139.
- Народный культ Александра Ошевенского в Каргополье // Живая старина. 1998. — № 4. — С. 22—25
- Повесть о видении Антония Галичанина в рукописной традиции XVI—XIX вв. // Древнерусская книжная традиция и современная народная литература. — Нижний Новгород, 1998. — С. 8—10.
- К вопросу о литературной истории Повести о Соломонии бесноватой // История русской духовной культуры в рукописном наследии XVI—XX вв. — Новосибирск, 1998. — С. 238—252.
- Русский школьный фольклор: От «вызываний» Пиковой дамы до семейных рассказов. М.: «Ладомир», 1998 // The Journal of the Slavic and East European Association. 1998. — Vol. 3, № 2. — P. 43—44
- Древнерусская легенда в творчестве А. М. Ремизова (Повесть о бесе Зерефере) // Междисциплинарный семинар—2. 27—29 марта 1999 года. — Петрозаводск, 1999. — С. 63—65. (тезисы, 0,1 п.л.).
- Повесть о видении Антония Галичанина // Studia metrica et poetica: Сборник статей памяти П. А. Руднева. — СПб., 1999. — С. 183—190
- Демонологические сказания в русской рукописной книжности XIV—XX веков (Повесть о бесе Зерефере; Повесть о видении Антония Галичанина; Повесть Никодима типикариса Соловецкого о некоем иноке; Повесть о бесноватой жене Соломонии). Автореферат дис. доктора филол. наук. — СПб., 1999. 24 с.
- Древнерусская повесть о видении Антония Галичанина // «А се грехи злые, смертные…»: Любовь, эротика и сексуальная этика в доиндустриальной России (X—первая половина XIX в.). Тексты. Исследования. М., 1999. — С. 501—506
- Неизвестная рукописная повесть о покаянии беса // Традиция и литературный процесс. Новосибирск, 1999. — С. 105—113
- Жанр видений как исторический источник (на выговском материале XVIII века) // История и филология: Проблемы научной и образовательной интеграции на рубеже тысячелетий. — Петрозаводск, 2000. Материалы международной конференции. — С. 216—222
- «Несть бо сего страха страшнее и злее…» (к изучению древнерусских представлений о смерти) // Междисциплинарный семинар—3. — Петрозаводск, 2000. — С. 90—93
- Усть-цилемская редакция древнерусской повести о бесе Зерефере // Мастер и народная художественная традиция Русского Севера (доклады III Международной научной конференции «Рябининские чтения—99»). — Петрозаводск, 2000. — С. 426—429
- К изучению Повести о видении Антония Галичанина (неизвестный автограф Досифея Топоркова) // Лингвистическое источниковедение и история русского языка. М., 2000. — С. 169—186
- Древнерусская патериковая повесть о Зерефере (вопросы текстологии) // Вестник Российского гуманитарного научного фонда. 2001. — № 1. — С. 92—100
- Повесть о бесе Зерефере в обработке И. — С. Мяндина // Русская литература. 2001. — № 1. — С. 159—166
- Литературная история Повести о видении Антония Галичанина // Труды Отдела древнерусской литературы. СПб., Т. 52. 2001. — С. 225—292.
- Духовный стих «Покаяние о искусителе» (к изучению сюжета о покаянии дьявола) // Евангельский текст в русской литературе XVIII—XX веков: цитата, реминисценция, мотив, сюжет, жанр. — Петрозаводск, 2001. — Вып. 3. — С. 67—80
- Древнерусская патериковая повесть о Зерефере (вопросы текстологии) // Вестник Российского гуманитарного научного фонда. 2001. — № 1. — С. 92-100.
- Повесть о бесе Зерефере в обработке И. — С. Мяндина // Русская литература. 2001. — № 1. — С. 159—166.
- К изучению Жития Павла Обнорского // Русская историческая филология: Проблемы и перспективы. Сборник статей памяти Н. А. Мещерского. — Петрозаводск, 2001. — С. 322—330.
- Образ св. Георгия в древнерусской культуре // Актуальные проблемы современной науки. Гуманитарные науки. Самара, 2001. Ч. 8: Педагогика. Литература и язык. Искусствознание. Библиография. — С. 113. (В соавторстве с С. В. Федоровой).
- «Чудо архистратига Михаила иже в Хонех» в славянской книжности кон. XII—нач. XIX в. // Актуальные проблемы современной науки. Гуманитарные науки. Самара, 2001. Ч. 8: Педагогика. Литература и язык. Искусствознание. Библиография. — С. 73. В соавторстве с В. М. Быковой (тезисы, 0,05/0,1).
- Кикимора в изображении русского книжника XVII в. // Живая старина. 2001. — № 3. — С. 13-14.
- К изучению Повести Никодима типикариса Соловецкого о некоем иноке // Книжные центры Древней Руси: Соловецкий монастырь. СПб., 2001. — С. 282—310.
- Волоколамские произведения XVI в. о смерти // Дергачевские чтения-2000. Русская литература: национальное развитие и региональные особенности. Екатеринбург, 2001. Т. 1. — С. 167—171.
- Святой Александр Ошевенский в старообрядческой письменности (Чудо о некоем муже Еутропии) // Музей и краеведение на Европейском Севере: Материалы международной научно-практической конференции 8-11 октября 2001 г. — Петрозаводск, 2001. — С. 41-48.
- Рукописные книги государственных хранилищ Петрозаводска в учебной и научной работе студентов-филологов // Музей и краеведение на Европейском Севере: Материалы Международной научно-практической конференции 8—11 октября 2001 г. — Петрозаводск, 2001. — С. 160—163
- «Тема Святые Древней Руси» в вузовском курсе «Русская духовная культура» (на материале сказаний о святом Александре Ошевенском) // Культура исторической памяти: Материалы научной конференции. — Петрозаводск, 2002. — С. 36-57.
- Чудо архистратига Михаила в Хонах — источник Жития Александра Свирского // Святые и святыни северорусских земель. — Каргополь, 2002. — С. 33-37.
- Заговоры и молитвы из коллекции Корниловых // Отреченное чтение в России XVII—XVIII веков. — М.: «Индрик», 2002. — С. 241—249.
- Рукописные заговоры-молитвы из библиотеки заонежских крестьян Корниловых // Отреченное чтение в России XVII—XVIII веков. — М., 2002. — С. 233—240. (В соавторстве с С. В. Воробьевой и Н. И. Шиловым).
- «Из книги старописменныя в десть Троицы Сергиева монастыря…» (Гипотеза о троицком происхождении Повести старца Никодима о некоем иноке) // III Международная конференция: Троице-Сергиева лавра в истории, культуре и духовной жизни России. Тезисы докладов. 25—27 сентября 2002 г. Сергиев Посад, 2002. — С. 12—14
- Рыбная ловля как труд и развлечение (на материале русской литературы) // Praca i rozrywka w zyciu, literaturze i sztukach przedstawiajacych slowian: Tezy miedzynarodowej konferencji naukowej. Lodz, 25—27 pazdziernika 2002 roku. — С. 32—34 (тезисы, 0,1 п.л.).
- К истории жанра видений в выговской литературной школе («Видение некоей старухи» в 1748 г.) // Выговская поморская пустынь и её значение в истории России. — СПб., 2003. — С. 129—138. (соавтор: Юхименко Е. М.)
- Древнерусская повесть о бесе Зерефере в пересказе Алексея Ремизова // Алексей Ремизов: Исследования и материалы. СПб., Салерно, 2003. — С. 93-103.
- К изучению литературы и книжности Каргополья (повести о чудотворной иконе святых Николая, Варвары и Параскевы и о создании Лебяжьей пустыни) // Рябининские чтения-2003. — Петрозаводск, 2003. — С. 362—367.
- Древнерусская книжность и духовная культура // Учебные программы спецкурсов. Петрозаводск: Петрозаводский гос. университет, 2003. — С. 79—86
- Новая коллекция Древлехранилища Пушкинского Дома // Труды Отдела древнерусской литературы. СПб., 2003. — Т. 54. — С. 668—683.
- Житие Лазаря Муромского // Кижский вестник. — Петрозаводск, 2003. — Вып. 8. — С. 14—19.
- О некоторых источниках по истории Макарьевской Хергозерской пустыни // Православие в Карелии: Материалы 2-й международной научной конференции, посвященной 775-летию крещения карелов. — Петрозаводск, 2003. — С. 245—253
- Из «Жития Василия Нового»: Хождение Феодоры по воздушным мытарствам (подготовка текста и комментарии) // Библиотека литературы Древней Руси. — СПб., 2003. — Т. 8: XIV—первая половина XVI века. — С. 494—526, 575—578.
- Повесть о бесе Зерефере (подготовка текста, перевод и комментарии) // Библиотека литературы Древней Руси. СПб., 2003. Т. 8. — С. 528—533, 578—579.
- Повесть о видении Антония Галичанина // Библиотека литературы Древней Руси. СПб., 2003. Т. 8. — С. 534—537, 579—580.
- Сцены рыбной ловли в древнерусской агиографии // Praca i odpoczynek w literaturach slowianskich. — Lodz, 2003. — C. 41-52.
- «Слово о некоем мужи именем Тимофеи» — памятник старообрядческой литературы XVII в. // Старообрядчество в России (XVII—XX вв.). — М., 2004. — Вып. 3. — С. 81—96
- К вопросу об источниках Жития Александра Свирского (Житие Пахомия Великого и Чудо архистратига Михаила «иже в Хонех») // Труды Отдела древнерусской литературы. СПб., 2004. Т. 55. — С. 281—288. (соавтор: Запольская К. М.)
- Материалы к истории Макарьевской Хергозерской пустыни в Каргопольском уезде // Кенозерские чтения: Материалы Первой Всероссийской научной конференции «Кенозерские чтения». — Архангельск, 2004. — С. 264—276
- Рукописная книжность Карелии: итоги и перспективы изучения // Проблемы развития гуманитарной науки на Северо-Западе России: опыт, традиции, инновации. Материалы научной конференции, посвященной 10-летию РГНФ. 29 июня-2 июля 2004 г. — Петрозаводск, 2004. — Т. 2. — С. 18—21
- Предисловие // Лойтер Софья Михайловна: Библиографический указатель / Сост. С. М. Лойтер, Л. П. Новинская; предисловие А. В. Пигина. — Петрозаводск, 2004. — С. 4—7
- Чудо на подворье Троице-Сергиевой лавры // Троице-Сергиева лавра в истории, культуре и духовной жизни России. IV Международная конференция. Тезисы докладов 29 сентября — 1 октября 2004 г. Сергиев Посад, 2004. — С. 1—2.
- «Повесть душеполезна старца Никодима Соловецкого монастыря о некоем иноке» и древнерусские видения // Международная научная конференция «Книжное наследие Соловецкого монастыря XV—XVII вв.», 5-10 сентября 2005 г. Тезисы докладов. Соловки, 2005. — С. 81—84
- О литературных контактах Иосифо-Волоколамского и Павлова Обнорского монастырей в 1-й половине XVI века // Вестник церковной истории. М., 2006. — № 1. — С. 99-107.
- Потаённое знание заонежских крестьян Корниловых // Живая старина. 2006. — № 1. — С. 42—46
- Кижский список древнерусского апокрифа «Беседа трех святителей» // Актуальные проблемы развития музеев-заповедников. Тезисы докладов Всероссийской научно-практической конференции (Петрозаводск—Кижи, июнь, 2006 г.). — Петрозаводск, 2006. — С. 7—10. (В соавторстве с М. Г. Бабалык.
- Отзыв о Первом Всероссийском конгрессе фольклористов (в составе публикации: «Первый Всероссийский конгресс фольклористов глазами участников») // Живая старина. 2006. — № 2. — С. 4—5.
- Рукописи из Выго-Лексинского общежительства в государственных хранилищах Петрозаводска // Женщина в старообрядчестве. Материалы международной научно-практической конференции, посвященной 300-летию основания Лексинской старообрядческой обители. — Петрозаводск, 2006. — С. 111—118.
- «Сказание о дивном видении некоей девице» в 1804 году — неизвестный памятник старообрядческой полемики XIX века // От Средневековья к Новому времени: Сборник статей в честь Ольги Андреевны Белобровой. М., 2006. — С. 312—323.
- Повесть Никодима типикариса Соловецкого о некоем иноке (подготовка текста и комментарии) // Библиотека литературы Древней Руси. — СПб., 2006. Т. 15: XVII век. — С. 59-66, 478—481.
- Святыни Лекшмозерья // Живая старина. 2007. — № 1. — С. 49-51 (соавтор: И. Н. Минеева)
- Христианская легенда в поэме Арсения Несмелова «Прощеный бес» // Художественный текст: опыты интерпретации. Сборник научных статей к 75-летию Карельского государственного педагогического университета. — Петрозаводск, 2007. — С. 110—125
- «Писание отчасти» против самосожжений — памятник старообрядческой литературы XVII века // Вестник церковной истории. 2007. — № 4 (8). — С. 101—129.
- Коллекция рукописей XV—XX вв. в Национальном архиве Республики Карелия // Язык и культура: Материалы Международной научной конференции, посвященной 70-летию профессора Л. В. Савельевой. — Петрозаводск, 2007. — С. 247—251
- Повесть об основании Лебяжьей пустыни — малоизвестное произведение каргопольской книжности XVIII века // Труды Отдела древнерусской литературы. — СПб., 2007. Т. 58. — С. 753—772.
- Памятники книжной старины из Каргополья в хранилищах Петрозаводска // Рябининские чтения-2007. Материалы V научной конференции по изучению народной культуры Русского Севера. — Петрозаводск, 2007. — С. 427—431.
- Заонежские помянники XVII—XIX вв. как источники по истории крестьянских семей // Кижский вестник. — Петрозаводск, 2007. Вып. 11. — С. 127—147. (соавтор: С. В. Воробьёва)
- Древнерусский апокриф «Беседа трех святителей» в кижской рукописи из коллекции крестьян Корниловых // Кижский вестник. — Петрозаводск, 2007. Вып. 11. — С. 148—165. (соавтор: М. Г. Бабалык)
- Коллекция рукописей в научной библиотеке ПетрГУ // Библиотечный вестник Карелии. — Петрозаводск, 2008. Вып. 21 (28): Библиотеки и образование: из опыта работы Методического объединения библиотек высших и средних профессиональных учебных заведений Республики Карелия. — С. 24-58.
- Заметки к статьям К. А. Докучаева-Баскова об истории Челмогорского монастыря // Православие в Карелии: Материалы III региональной научной конференции, посвященной 780-летию крещения карелов (16-17 октября 2007 года, г. Петрозаводск). — Петрозаводск, 2008. — С. 33-39.
- Каргопольская агиография: к изучению региональных литературных традиций // А. М. Панченко и русская культура: Исследования и публикации. СПб., 2008. — С. 56-66.
- Коллекции рукописей XV—XX вв. в государственных хранилищах Республики Карелия: краткий обзор // Традиционная книга и культура позднего русского средневековья. Ярославль, 2008. Ч. 1: Кириллическая книга в русской истории и культуре. — С. 175—194.
- О почитании святого Макария Желтоводского и Унженского в Каргополье // Жизнь провинции как феномен духовности: Всероссийская научная конференция с международным участием. 14-15 ноября 2008 года. Нижний Новгород, 2009. — С. 184—188.
- «Эротические загадки» в «Беседе трёх святителей» // Живая старина. — 2009. — № 2. — С. 2—4. (соавтор: Бабалык М. Г.)
- Материалы для истории Пахомиевой Кенской пустыни // Культурное и природное наследие Европейского Севера. Архангельск, 2009. — С. 386—394.
- К изучению научного наследия К. А. Докучаева-Баскова // Гуманитарные науки в регионах России: состояние, проблемы, перспективы. Материалы Всероссийской научной конференции, посвященной 15-летию РГНФ, 1-3 июня 2009 г. — Петрозаводск, 2009. — С. 175—178.
- Агиография Олонецкого края: итоги и перспективы изучения // Древняя Русь: Вопросы медиевистики. 2009. — № 3 (37). — С. 89-90.
- Литературные сочинения о преподобном Пахомии Кенском, Каргопольском чудотворце // Вестник церковной истории. 2009. — № 1-2 (13-14). — С. 100—120.
- Новые факты из истории церкви Ильи пророка на Водлозере (материалы к биографии каргопольского купца И. А. Попова) // Уездные города России: историко-культурные процессы и современные тенденции. Каргополь, 2009. — С. 30-42.
- Неизвестный фрагмент сочинения К. А. Докучаева-Баскова «„Строкина пустыня“ и её чернецы» // Уездные города России: историко-культурные процессы и современные тенденции. Каргополь, 2009. — С. 242—257.
- Рукописное собрание Национального архива Республики Карелия // Духовное наследие народов Республики Коми: история и современность. Материалы Всероссийской научно-практической конференции «Редкая книга в фондах современных библиотек, архивов, музеев (к 20-летию отдела редкой и рукописной книги Научной библиотеки Сыктывкарского университета). 15—16 мая 2008 г., Сыктывкар». Сыктывкар, 2009. — С. 165—168
- Неизвестные факты из истории Ильинской церкви на Водлозере // Ильинский Водлозерский погост: Материалы научной конференции «Водлозерские чтения: Ильинский погост» (6-10 августа 2007 года). — Петрозаводск, 2009. — С. 25-37.
- Материалы к биографии выговского большака Степана Иванова // Старообрядчество в России (XVII—XVIII века) / Отв. ред. и сост. Е. М. Юхименко. Вып. 4. М., 2010. — С. 245—253.
- О некоторых книгах из Троицкого Юрьегорского монастыря // Книжные центры Древней Руси: книжное наследие Соловецкого монастыря. СПб., 2010. — С. 321—329.
- Древнерусская и фольклорная легенда в поэме Арсения Несмелова «Прощеный бес» // Труды Отдела древнерусской литературы. — СПб., 2010. — Т. 61. — С. 606—618.
- Источники по истории Наглимозерской пустыни Каргопольского уезда // Вестник церковной истории. 2010. — № 3—4 (19—20). — С. 147—168. (В соавторстве с А. Н. Старицыным).
- О проекте виртуальной среды для исследования списков «Беседы трёх святителей» // Электронные библиотеки: перспективные методы и технологии, электронные коллекции: Труды XII Всероссийской научной конференции «RCDL’2010» (Казань, 13—17 октября 2010 г.). Казань, 2010. — С. 551—556 (соавторы: Варфоломеев А. Г., Бабалык М. Г.)
- Использование формата TEI для публикации и анализа списков произведений вопросно-ответного жанра // Информационные технологии и письменное наследие El’Manuscript — 10: Материалы международной научной конференции. Уфа, 28—31 октября 2010 г. Уфа; Ижевск, 2010. — С. 17—20. (соавторы: Варфоломеев А. Г., Бабалык М. Г.)
- С. М. Лойтер — исследователь культуры Карелии // Ученые записки Петрозаводского государственного университета. 2010. — № 1 (106). — С. 102—103 (тезисы доклада, 0,1 п.л.).
- Коллекция рукописных книг Карельского государственного краеведческого музея // Ученые записки Петрозаводского государственного университета. 2010. — № 1 (106). — С. 105—106
- Материалы к изучению агиографии Обонежья (Корнилий Палеостровский и Диодор Юрьегорский) // Особо охраняемые природные территории в XXI веке: современное состояние и перспективы развития. Материалы Всероссийской научно-практической конференции с международным участием, посвященной 20-летнему юбилею Национального парка «Водлозерский». 1-3 июня 2011 г., Петрозаводск. — Петрозаводск, 2011. — С. 391—403.
- Каргополь и Каргопольский уезд в конце XVIII века: по сведениям вновь найденной рукописи из собрания Археологического общества // Культура Поонежья X—XXI веков: общерусские черты и региональные особенности. Материалы XI Каргопольской научной конференции. Каргополь, 2011. — С. 105—128.
- К изучению монастырской истории Кенозерья (Наглимозерская Артова пустынь) // Кенозерские чтения—2009. Этнокультурный ландшафт Кенозерья: междисциплинарное исследование на пересечении естественных и гуманитарных наук. Сборник материалов IV Всероссийской научно-практической конференции. Архангельск, 2011. — С. 388—394. (в соавторстве с А. Н. Старицыным)
- «Ода из портных рода» — неизвестное заонежское сочинение XVIII в. // Рябининские чтения—2011. Материалы VI научной конференции по изучению и актуализации культурного наследия Русского Севера. — Петрозаводск, 2011. — С. 450—452.
- О некоторых древнерусских произведениях в сборнике И. С. Мяндина ИРЛИ, Усть-Цилемское собрание, № 67 // Вторые Мяндинские чтения: Материалы Всероссийской научно-практической конференции, с. Усть-Цильма, 11—12 июля 2010 г. Сыктывкар, 2011. — С. 99—114. (соавтор: Бабалык М. Г.)
- Азбука-свиток из Палеостровского монастыря // Вестник Карельского краеведческого музея. — Петрозаводск, 2011. — Вып. 6. — С. 63—71
- Древнерусский апокриф «Беседа трех святителей» как учебный текст // Севернорусские рукописи и старопечатные книги на Кольском Севере: коллекции, описания, исследования. Материалы межрегиональной научно-практической конференции с международным участием (21—24 сентября 2011 г.). — Мурманск, 2011. — С. 39—44. В соавторстве с М. Г. Бабалык (статья, 0,17/0,34 п.л.).
- Сказание о иконе Макария Желтоводского и Унженского в Хергозерском монастыре Каргопольского уезда // Русская агиография: Исследования. Материалы. Публикации. СПб., 2011. Т. 2. — С. 76—111.
- «Аз ти глаголю добрейшее, юноше…»: о некоторых учебных текстах в русских рукописях XVIII—XIX вв.// «Мудрости бо ти имя подадеся…»: сборник статей к юбилею профессора Софьи Михайловны Лойтер. — Петрозаводск, 2011. — С. 10-21. (соавтор: Бабалык М. Г.)
- Древнерусский апокриф «Беседа трех святителей» как учебный текст // Северно-русские рукописи и старопечатные книги на Кольском Севере: коллекции, описания, исследования. Материалы Межрегиональной научно-практической конференции с международным участием (21-24 сентября 2011 г.) Мурманск, 2011. — С. 39-44. (соавтор: Бабалык М. Г.)
- Сказания о чудотворных иконах Олонецкого края XVII—XVIII // 11—21. yüzyllarda Rus edebiyati: tipoloji, poetika, yorum, çeviri sorunlari. Istanbul: Fatih Üniversitesi, 2011. C. 338—346.
- Агиография Олонецкого края: к столетию со времени издания «Олонецкого патерика» архимандрита Никодима (Кононова) // Книга и литература в культурном пространстве эпох (XI—XX века). Посвящается 45-летию научно-педагогической деятельности Елены Ивановны Дергачевой-Скоп / Сост. и ответственные редакторы О. Н. Фокина и В. Н. Алексеев. Новосибирск, 2011. — С. 795—805.
- О Софье Михайловне Лойтер // «Мудрости бо ти имя подадеся…»: сборник статей к юбилею профессора Софьи Михайловны Лойтер. — Петрозаводск, 2011. — С. 5—8
- «Аз ти глаголю добрейшее, юноше…»: о некоторых учебных текстах в русских рукописях XVIII—XIX вв. // «Мудрости бо ти имя подадеся…»: сборник статей к юбилею профессора Софьи Михайловны Лойтер. — Петрозаводск, 2011. — С. 10—21. (в соавторстве с М. Г. Бабалык)
- [Выступление на круглом столе «Каким быть музею Карелии?»] // Север. 2011. — № 9—10. — С. 187
- VI Конференция по изучению традиционной культуры Русского Севера «Рябининские чтения—2011» (Петрозаводск, 12—17 сентября 2011 г.) // Вестник Российского гуманитарного научного фонда. 2011. — № 4 (65). — С. 174—179 (В соавторстве с Т. Г. Ивановой, С. В. Воробьевой, И. В. Мельниковым, И. В. Павловой)
- Слепые птицы, каменная туча и неспокойная совесть (исповедь вологодского визионера XIX века) // Живая старина. 2012. — № 1. — С. 40-42.
- О некоторых рукописях из коллекции Олонецкого музея XIX века // Музеи в северном измерении. Сборник докладов по итогам Второй Международной научно-практической конференции. — Петрозаводск, 21—24 октября 2011 г. — Петрозаводск, 2012. — С. 145—149.
- Информационная система «Памятники русской рукописной книжности вопросно-ответного жанра» // Информационные технологии и письменное наследие. El′Manuscript-2012. Материалы IV международной научной конференции. — Петрозаводск, 3—8 сентября 2012 года. Петрозаводск; Ижевск, 2012. — С. 20—23. (соавторы: Варфоломеев А. Г., Бабалык М. Г.)
- Карельское собрание рукописей ИРЛИ: итоги и перспективы изучения // Информационные технологии и письменное наследие. El′Manuscript-2012. Материалы IV международной научной конференции. — Петрозаводск, 3—8 сентября 2012 года. Петрозаводск; Ижевск, 2012. — С. 208—211.
- О владельческой записи XVII века в рукописи из собрания М. Н. Тихомирова, № 382 (Житие Александра Ошевенского) // Вестник Новосибирского государственного университета / Серия: История, филология. 2012. Т. 11, вып. 12: Филология. — С. 46—52.
- Стихотворные сатиры второй половины XVIII века из Заонежья // Русская литература. 2012. — № 4. — С. 112—123.
- К изучению демонологических сказаний о табаке: рукописная повесть конца XVIII—начала XIX века «о мнихе и о бесе» // In Umbra. Демонология как семиотическая система. Альманах. М., 2012. — № 1. — С. 331—344.
- Стих о бесе Зерефере // Живая старина. 2013. — № 1. — С. 27—30.
- Слово о некоем муже именем Тимофей // Библиотека литературы Древней Руси. СПб., 2013. Т. 17: XVII век. — С. 365—371, 617—620 (подготовка текста и комментарии).
- Повесть о бесноватой жене Соломонии // Библиотека литературы Древней Руси. СПб., 2013. Т. 17: XVII век. — С. 398—410, 628—630 (подготовка текста и комментарии).
- Материалы к истории Кирилло-Челмогорского монастыря (сочинение священника Ф. И. Гурьева, XIX век) // Учёные записки Петрозаводского государственного университета. Серия: Общественные и гуманитарные науки. 2013. — № 5 (134). — С. 12—23.
- «И вручися ему от нас граммата сия ради ведения правления духовнаго». Настольная грамота новгородского митрополита Иова монаху Моисею. 1699 г. // Исторический архив. 2013. — № 4. — С. 191—197.
- Лествица Иоанна Синайского как источник Жития Александра Ошевенского // Древняя Русь: Вопросы медиевистики. 2013. — № 3 (53). — С. 106—107.
- Святой преподобный Диодор Юрьегорский и основанный им монастырь (научный проект Водлозерского национального парка) // Святые и святыни Обонежья. Материалы всероссийской научной конференции «Водлозерские чтения—2013», посвященной 380-летию со дня преставления святого преподобного Диодора Юрьегорского, основателя Троицкого монастыря в Водлозерье (2—4 сентября 2013 года). — Петрозаводск, 2013. — С. 6—12.
- Житие Александра Ошевенского в редакциях XIX века // Евангельский текст в русской литературе XVIII—XX веков: цитата, реминисценция, мотив, сюжет, жанр. — Петрозаводск, 2013. Вып. 8. — С. 27—41.
- К вопросу о старообрядческом почитании святых Обонежья (Корнилий Палеостровский и Диодор Юрьегорский) // Старообрядчество в России (XVII—XX века) / Отв. ред. и сост. Е. М. Юхименко. — М., 2013. Вып. 5. — С. 251—269.
- О некоторых малоизвестных старообрядческих сочинениях в составе Карельского собрания рукописей Института русской литературы (Пушкинский Дом) РАН // Книжные собрания Русского Севера: проблемы изучения, обеспечения и доступности. — Архангельск, 2013. — Вып. 6. — С. 175—186 + вклейки 14—16
- Всероссийская научная конференция «Святые и святыни Обонежья» // Вестник церковной истории. 2013. — № 3—4 (31—32). — С. 384—389.
- К юбилею С. М. Лойтер // Живая старина. 2014. — № 2. — С. 56 (статья, в соавторстве с И. А. Разумовой).
- Торжественник конца XV—начала XVI века из собрания Национального архива Республики Карелии // Ученые записки Петрозаводского государственного университета. Серия: Общественные и гуманитарные науки. 2014. — № 5 (142). Август. — С. 61—72 (статья, в соавторстве с М. А. Спасовой).
- Каргополь. Книги и рукописи // Каргопольское путешествие: Семь маршрутов по севернорусской земле с Каргопольским историко-архитектурным и художественным музеем. М., 2014. — С. 182—203 (в соавторстве с А. Н. Старицыным).
- Ошевенский тракт. Книги и рукописи // Каргопольское путешествие: Семь маршрутов по севернорусской земле с Каргопольским историко-архитектурным и художественным музеем. М., 2014. — С. 448—453
- Архангельский тракт. Старообрядческие рукописи // Каргопольское путешествие: Семь маршрутов по севернорусской земле с Каргопольским историко-архитектурным и художественным музеем. М., 2014. — С. 538—551 (в соавторстве с А. Б. Морозом)
- Заонежские помянники конца XVII—XVIII в. в рукописном собрании М. Н. Тихомирова // Нарративные традиции славянских литератур: от средневековья к новому времени. К юбилею члена-корреспондента РАН Елены Константиновны Ромодановской. Материалы всероссийской научной конференции. Новосибирск, 2014. — С. 69—74 (статья, в соавторстве с С. В. Воробьевой).
- Сочинения о чае и самоваре в старообрядческой письменности XVIII—XX вв. // Живая старина. 2014. — № 4. — С. 34—37
- Материалы к изучению истории крестьянских семей Заонежья (синодики-помянники XVII—XIX веков) // Церковь Преображения Господня: 300 лет на заонежской земле. — Петрозаводск, 2014. — С. 257—280 (в соавторстве с С. В. Воробьевой).
- Hagiographic Writings in the Old Believer Controversies over ‘the Suicidal Death’ at the End of the Seventeenth and the Eighteenth Centuries (Peter Prokop’ev’s Message to Daniil Vikulin) // Scrinium: Journal of Patrology, Critical Hagiography, and Ecclesiastical History. 2014. — Vol. 10. — P. 230—244.
- Древнерусская Повесть о бражнике в интерпретации старообрядческих полемистов // Acta Universitatis Lodziensis. Folia litteraria Rossica. Zeszyt specjalny: Tradycja i inwencja w literaturach słowiaǹskich. Łodź, 2015. — С. 261—269
- Палеостровский монастырь в конце XVIII—начале XIX века (по материалам эпистолярного и литературного наследия Т. В. Баландина) // Церковь Преображения Господня: 300 лет на заонежской земле. Материалы Всероссийской научной конференции, приуроченной к 300-летию Преображенской церкви на острове Кижи (3—5 сентября 2014 г., г. — Петрозаводск, о. Кижи). — Петрозаводск, 2015. — С. 103—113.
- Карельское собрание рукописей Древлехранилища им. В. И. Малышева в Институте русской литературы: некоторые итоги изучения (2012—2014) // Рябининские чтения—2015. Материалы VII конференции по изучению и актуализации культурного наследия Русского Севера. — Петрозаводск, 2015. — С. 499—503 (статья в соавторстве с Ф. В. Панченко, М. Г. Бабалык, В. П. Кузнецовой).
- «Древнейшая в севере состоящая» обитель: Т. В. Баландин и Палеостровский монастырь (конец XVIII—начало XIX в.) // Вестник церковной истории. 2015. — № 1/2 (37/38). — С. 87—129
- On Some Sources of the Life of Alexander Oshevensky (The Theme of the Family in the Hagiography) // Scrinium: Journal of Patrology and Critical Hagiography. 2015. Vol. 11. P. 281—294
- «Слово от Старчества»: Беседа инока Захарии с учеником Евфимием об антихристе — малоизвестное старообрядческое сочинение XIX в. // Круги времен: В память Елены Константиновны Ромодановской. М.: Индрик, 2015. — Т. 2: Исследования. Посвящения и воспоминания. — С. 406—422
- Петр Великий и Фаддей Блаженный: из истории первых лет существования Петрозаводска // Ученые записки Петрозаводского государственного университета. Серия «Общественные и гуманитарные науки». Февраль, 2016. — № 1 (154). — С. 7—12 (статья в соавторстве с П. А. Кротовым и А. М. Пашковым).
- К изучению рукописной книжности Карелии: археографические находки последних лет // Роль науки в решении проблем региона и страны: фундаментальные и прикладные исследования. Материалы Всероссийской научной конференции с международным участием, посвященной 70-летию КарНЦ РАН (24—27 мая 2016 года). Петрозаводск: Изд-во КарНЦ РАН, 2016. — С. 239—240.
- Святые и монастыри Русского Севера в литературном и эпистолярном наследии Т. В. Баландина (конец XVIII—начало XIX вв.) // История просвещения Европейского Севера: Материалы международной историко-краеведческой конференции «Восьмые Феодоритовские чтения». Пос. Умба — с. Варзуга Терского района Мурманской области. 28—30 августа 2015 года. — СПб., 2016. — С. 135—149.
- Просительные письма старообрядцев Русского Севера о милостыне // Научные исследования в заповедниках и национальных парках России: Тезисы Всероссийской научно-практической конференции с международным участием, посвященной 25-летнему юбилею биосферного резервата ЮНЕСКО «Национальный парк „Водлозерский“». — Петрозаводск, 29 августа — 4 сентября 2016 года. — Петрозаводск, 2016. — С. 175—176.
- Просительное послание старообрядцев Шелтопорогского скита о милостыне // Финно-угорская мозаика: сборник статей к юбилею Ирмы Ивановны Муллонен / Отв. ред. О. П. Илюха. — Петрозаводск, 2016. — С. 308—314
- Чудеса Иова Ущельского (из дневника мезенского крестьянина рубежа XIX—XX вв.) // Живая старина. 2016. — № 4. — С. 2—6
- К изучению рукописной книжности Карелии: находки 2011—2016 гг. // Вепсы, карелы и русские Карелии и сопредельных областей: исследования и материалы к комплексному описанию этносов. — Петрозаводск, 2016. — С. 189—197
- Мучение св. Исидора Юрьевского, пострадавшего «от безбожных немцев», в осмыслении русских старообрядцев // Пятые Лихачевские чтения. Русская культура: история и экология. Материалы Международной научной конференции. (Музей-усадьба Л. Н. Толстого «Ясная Поляна». 28 сентября—1 октября 2016 г.). Музей-усадьба Л. Н. Толстого «Ясная Поляна», 2016. — С. 205—212
- Агиографические сочинения в старообрядческой полемике конца XVII—XVIII в. о «самоубийственной смерти» (Послание Петра Прокопьева Даниилу Викулину) // Труды Отдела древнерусской литературы. — СПб., 2016. — Т. 64. — С. 435—447.
- Неизвестный автограф выговского старообрядческого книжника XVIII века Даниила Матвеева, каргопольского уроженца // Ученые записки Петрозаводского государственного университета. 2017. — № 1 (162). Февраль. — С. 74—79
- «Былина о Тубозерском колхозе» пудожского сказителя Н. В. Кигачева // Живая старина. 2017. — № 1. — С. 57—58 (статья в соавторстве с А. С. Соколовым).
- «Справедливая критика на табак» (XIX в.): вопросы генезиса, поэтики и истории текста // Текст и традиция: альманах. — СПб., 2017. — Т. 5. — С. 7—19 (статья в соавторстве с М. Г. Бабалык).
- Докучаев-Басков (наст. фам. Докучаев) Карп Андреевич // Русские фольклористы. Биобиблиографический словарь. XVIII—XIX вв.: В 5 т. / РАН. Ин-т рус. лит.; под ред. — Т. Г. Ивановой. СПб.: Дмитрий Буланин, 2017. — Т. 2: Д—Кошурников. — С. 132—134
- Крестьянские дневники XIX—XX вв. как источники по изучению народной культуры (дневник Г. Я. Ситникова) // Кижский вестник. — Петрозаводск, 2017. — Вып. 17. — С. 278—285
- Изучение памятников рукописной книжности Архангельского Севера в национальном парке «Водлозерский» // Вклад особо охраняемых природных территорий Архангельской области в сохранение природного и культурного наследия. Материалы докладов межрегиональной научной конференции (21—23 ноября 2017 г.). — Архангельск, 2017. — С. 227—232
- Святые и святыни Кенозерского Национального парка: на материале памятников письменности // Международная и межрегиональная сопряженность охраняемых природных территорий Европейского Севера. Материалы международной научно-практической конференции, проводившейся 13—17 ноября 2017 г. Научное электронное издание. — Петрозаводск, 2017. — С. 104—107.
- «Стих Корнилия Палеостровского чудотворца» // Федосовские чтения: материалы научно-практической краеведческой конференции, посвященной 190-летию со дня рождения И. А. Федосовой. — Петрозаводск, 27-28 апреля 2017 г. — Петрозаводск, 2017. — С. 66-72
- Пространная редакция Жития Александра Ошевенского // Русская агиография: Исследования. Материалы. Публикации. — СПб., 2017. — Т. 3. — С. 206—309
- Рассказ об «ожившей женщине» в осмыслении тульского старообрядца Д. В. Батова // Studia Litterarum. 2017. — Т. 2, № 4. — С. 326—339
- Мучение св. Исидора Юрьевского в осмыслении русских старообрядцев // Труды Отдела древнерусской литературы. — СПб., 2017. — Т. 65. — С. 543—549, 864—866
- Известия о новгородском архиепископе Василии Калике в Житии Лазаря Муромского // Древняя Русь: вопросы медиевистики. 2018. — № 3 (73). — С. 110—117
- Миролюбов Иван // Русские фольклористы: Биобиблиографический словарь. XVIII—XIX вв. В 5 т. / Под ред. Т. Г. Ивановой. СПб.: Дмитрий Буланин, 2018. — Т. 3: Краинский — О. — С. 571—573

- «Евангельский текст в русской литературе XVIII—XX веков: цитата, реминисценция, мотив, сюжет, жанр». 7-12 июня 1993 г., Петрозаводск // De visu. 1993. — № 9 (10). — С. 90-91 (хроника конференции).
- Рецензия на: Русский школьный фольклор: От «вызываний» Пиковой дамы до семейных рассказов. М.: «Ладомир», 1998 // The Journal of the Slavic and East European Association. 1998. Vol. 3, № 2. P. 43-44 (на английском языке).
- Эта страна заветная — детство мое семицветное (о новой книге С. М. Лойтер). Рец. на: Лойтер С. М. Русский детский фольклор и детская мифология: исследование и тексты. Петрозаводск, 2001. 296 с.)// Север. 2002. — № 1-3. — С. 115—116 .
- Новая книга о детском фольклоре. Рец. на: Лойтер С. М. Русский детский фольклор и детская мифология: исследование и тексты. Петрозаводск, 2001. 296 с. // Живая старина. 2002. — № 3. — С. 61.
- Новая книга о русском старообрядчестве. Рец. на: Юхименко Е. М. Выговская старообрядческая пустынь: Духовная жизнь и литература: В 2 т. М., 2002 // Север. 2002. — № 9-10. — С. 193—197.
- Рец. на: Юхименко Е. М. Выговская старообрядческая пустынь: Духовная жизнь и литература: В 2 т. М., 2002 // Вестник Российского гуманитарного научного фонда. 2003. — № 1 (30). — С. 287—290.
- Новая книга о «демонах» в русской литературе. Рец. на: Pamela Davidson, ed. Russian Literature and Its Demons. New-York; Oxford: Berghahn Books, 2000// Русская литература. 2003. — № 3. — С. 185—186.
- Рец. на: Pamela Davidson, ed. Russian Literature and Its Demons. New-York; Oxford: Berghahn Books, 2000 // Slavic and East European Journal, 47.1 (Spring 2003). P. 116—118 (на английском языке).
- Проблемы национального в русской прозе XIX в. Рец. на: Юнусов И. Ш. Национальное и инонациональное в русской прозе второй половины XIX века (И. — С. Тургенев, И. А. Гончаров, Л. Н. Толстой). СПб., 2002 // Вестник Бирского государственного педагогического института. Научный журнал. Вып. 3. Филология. Бирск, 2003. — С. 79-82.
- Рец. на: Рыжова Е. А. Антониево-Сийский монастырь. Житие Антония Сийского. Книжные центры Русского Севера. Сыктывкар: Издательство СыктГУ, 2000. 371 с. // Вестник Сыктывкарского университета. Серия 9: Филология. 2005. Вып. 6. — С. 204—209.
- Отзыв о Первом Всероссийском конгрессе фольклористов (в составе публикации: «Первый Всероссийский конгресс фольклористов глазами участников») // Живая старина. 2006. — № 2. — С. 4-5.
- Рец. на: Юхименко Е. М. Литературное наследие Выговского старообрядческого общежительства: В 2 т. М.: «Языки славянских культур», 2008 // Учёные записки Петрозаводского государственного университета. 2009. — № 8 (102). — С. 101—104.
- Рец. на: Розанов Ю. В. Фольклоризм А. М. Ремизова: источники, генезис, поэтика. Вологда, 2008 // Учёные записки Петрозаводского государственного университета. 2009. — № 10 (104). — С. 90-92.
- Книга о народных житиях севернорусских святых. Рец. на книгу: Мороз А. Б. Святые Русского Севера: народная агиография. М., 2009. — 528 с. // Живая старина. 2010. — № 1. — С. 67-68.
- Пигин А. В., Иванова Т. Г., Воробьева С. В., Мельникова И. В., Павлова И. В. VI Конференция по изучению традиционной культуры Русского Севера «Рябининские чтения—2011» (Петрозаводск, 12—17 сентября 2011 г.) // Вестник Российского гуманитарного научного фонда. 2011. — № 4 (65). — С. 174—179.
- Всероссийская научная конференция «Святые и святыни Обонежья» // Вестник церковной истории. 2013. — № 3—4 (31—32). — С. 384—389 (хроника конференции).
- Новое исследование по агиографии Великого Устюга и Сольвычегодска // Живая старина. 2013. — № 1. — С. 61—62.
- Рец. на: Грицевская И. М. Чтение и четьи сборники в русских монастырях XV—XVII вв. СПб.: Дмитрий Буланин, 2012. 425 с. // Вестник Новосибирского государственного университета. Серия: История, филология. 2013. Т. 12. — № 9. — С. 189—191.
- Pigin A. V. A new study into regional booklore tradition: the hagiography of Veliky Ustyug and Solvychegodsk // Scrinium. Journal of Patrology, Critical Hagiography and Ecclesiastical History. 2013. — Vol. 9. — P. 447—450.
- Новая книга о древнерусской демонологии (Антонов Д. И., Майзульс М. Р. Демоны и грешники в древнерусской иконографии: Семиотика образа. М.: Индрик, 2011. −384 с., ил.) // Древняя Русь: вопросы медиевистики. 2014. — № 2 (56). — С. 127—129.
- A New Book on Old Russian Demonology: Дмитрий И. Антонов, Михаил Р. Майзульс. Демоны и грешники в древнерусской иконографии: семиотика образа. Москва: Индрик, 2011, 384 с., с илл. // Scrinium: Journal of Patrology, Critical Hagiography and Ecclesiastical History. 2014. — Vol. 10. — P. 462—467.
- Старообрядчество: опыт трех столетий (Юхименко Е. М. Старообрядчество: История и культура. М., 2016. — 852 с., ил.) // Древняя Русь: вопросы медиевистики. 2017. — № 1 (67). — С. 138—142.

- Выговская поморская пустынь и её значение в истории русской культуры. Тезисы докладов Международной научной конференции. — Петрозаводск, 1994 (в составе редколлегии).
- Евангельский текст в русской литературе XVIII—XX вв.: цитата, реминисценция, мотив, сюжет, жанр. — Петрозаводск, 1998. — Вып 2 (в составе редколлегии).
- История и филология: Проблемы научной и образовательной интеграции на рубеже тысячелетий. — Петрозаводск, 2000 (в составе редколлегии).
- Евангельский текст в русской литературе XVIII—XX веков: цитата, реминисценция, мотив, сюжет, жанр. — Петрозаводск, 2001. — Вып. 3 (в составе редколлегии).
- Маркасова Е. В. Представления о фигурах речи в русских риториках XVII-начала XVIII века / Научный редактор А. В. Пигин. — Петрозаводск, 2002.
- Локальные традиции в народной культуре Русского Севера (Материалы IV Международной научной конференции «Рябининские чтения-2003»). — Петрозаводск, 2003 (в составе редколлегии).
- Проблемы развития гуманитарной науки на Северо-Западе России: опыт, традиции, инновации. Материалы научной конференции, посвященной 10-летию РГНФ. 29 июня-2 июля 2004 г. — Петрозаводск, 2004. — Т. 1-2 (в составе редколлегии).
- Евангельский текст в русской литературе XVIII—XX веков: цитата, реминисценция, мотив, сюжет, жанр. — Петрозаводск, 2005. — Вып. 4 (в составе редколлегии).
- Женщина в старообрядчестве. Материалы международной научно-практической конференции, посвященной 300-летию основания Лексинской старообрядческой обители. — Петрозаводск, 2006 (ответственный редактор).
- Художественный текст: опыты интерпретации. Сборник научных статей к 75-летию Карельского государственного педагогического университета. — Петрозаводск, 2007 (составитель и ответственный редактор).
- Рябининские чтения-2007. Материалы V научной конференции по изучению народной культуры Русского Севера. — Петрозаводск, 2007 (в составе редколлегии).
- Язык и культура: Материалы Международной научной конференции, посвященной 70-летию профессора Л. В. Савельевой. — Петрозаводск, 2007 (в составе редколлегии).
- Евангельский текст в русской литературе XVIII—XX веков: цитата, реминисценция, мотив, сюжет, жанр. — Петрозаводск, 2008. — Вып. 5 (в составе редколлегии).
- Карелия: энциклопедия. Петрозаводск, 2009. — Т. 2. (в составе редколлегии).
- Ильинский Водлозерский погост: Материалы научной конференции «Водлозерские чтения: Ильинский погост» (6—10 августа 2007 г.) / Под редакцией А. В. Пигина. — Петрозаводск, 2009. (составитель и ответственный редактор).
- «Мудрости бо ти имя подадеся…»: сборник статей к юбилею профессора Софьи Михайловны Лойтер. — Петрозаводск, 2011 (составитель и ответственный редактор).
- Евангельский текст в русской литературе XVIII—XX веков. Цитата, реминисценция, мотив, сюжет, жанр. — Петрозаводск; СПб., 2011. — Вып. 6 (в составе редколлегии).
- Карелия: энциклопедия. — Петрозаводск, 2011. — Т. 3: Р—Я (в составе редколлегии).
- Рябининские чтения—2011. Материалы VI научной конференции по изучению и актуализации культурного наследия Русского Севера. — Петрозаводск, 2011 (в составе редколлегии).
- Евангельский текст в русской литературе XVIII—XX веков: цитата, реминисценция, мотив, сюжет, жанр. — Петрозаводск, 2012. — Вып. 7 (в составе редколлегии).
- Святые и святыни Обонежья. Материалы всероссийской научной конференции «Водлозерские чтения—2013», посвященной 380-летию со дня преставления святого преподобного Диодора Юрьегорского, основателя Троицкого монастыря в Водлозерье (2—4 сентября 2013 года). — Петрозаводск, 2013 (ответственный редактор).
- Евангельский текст в русской литературе XVIII—XX веков: цитата, реминисценция, мотив, сюжет, жанр. — Петрозаводск, 2013. — Вып. 8 (в составе редколлегии).
- Книжные собрания Русского Севера: проблемы изучения, обеспечения и доступности. — Архангельск, 2013. — Вып. 6 (в составе редколлегии).
- Труды Отдела древнерусской литературы. — СПб., 2016. — Т. 64 (в составе редколлегии).
- Кижский вестник. — Петрозаводск, 2017. — Вып. 17. 18 п. л. (научный редактор, совместно с И. В. Мельниковым).
- Труды Отдела древнерусской литературы. — СПб., 2017. — Т. 65 (в составе редколлегии).
- Преподобный Димитрий Прилуцкий: житие и служба / Издание подготовили С. А. Семячко и Ф. В. Панченко. Научный редактор А. В. Пигин. — Вологда, 2018. — 384 с.
- Каргополь и Русский Север в истории и культуре России. X—XXI вв. Материалы XIV Каргопольской научной конференции (15-18 августа 2016). — Каргополь, 2018. — 407 с. (в составе редколлегии).